# Csomor
A Csomor ismeretlen eredetű magyar személynévből származó férfinév.

## Gyakorisága
Az 1990-es években szórványos név, a 2000-es években nem szerepel a 100 leggyakoribb férfinév között.

## Névnapok
- január 1.[2]
- április 9.[2]